# ダンベ
ダンベ(Dambe)とは、ナイジェリア・ハウサ人の間に伝わる打撃系格闘技。

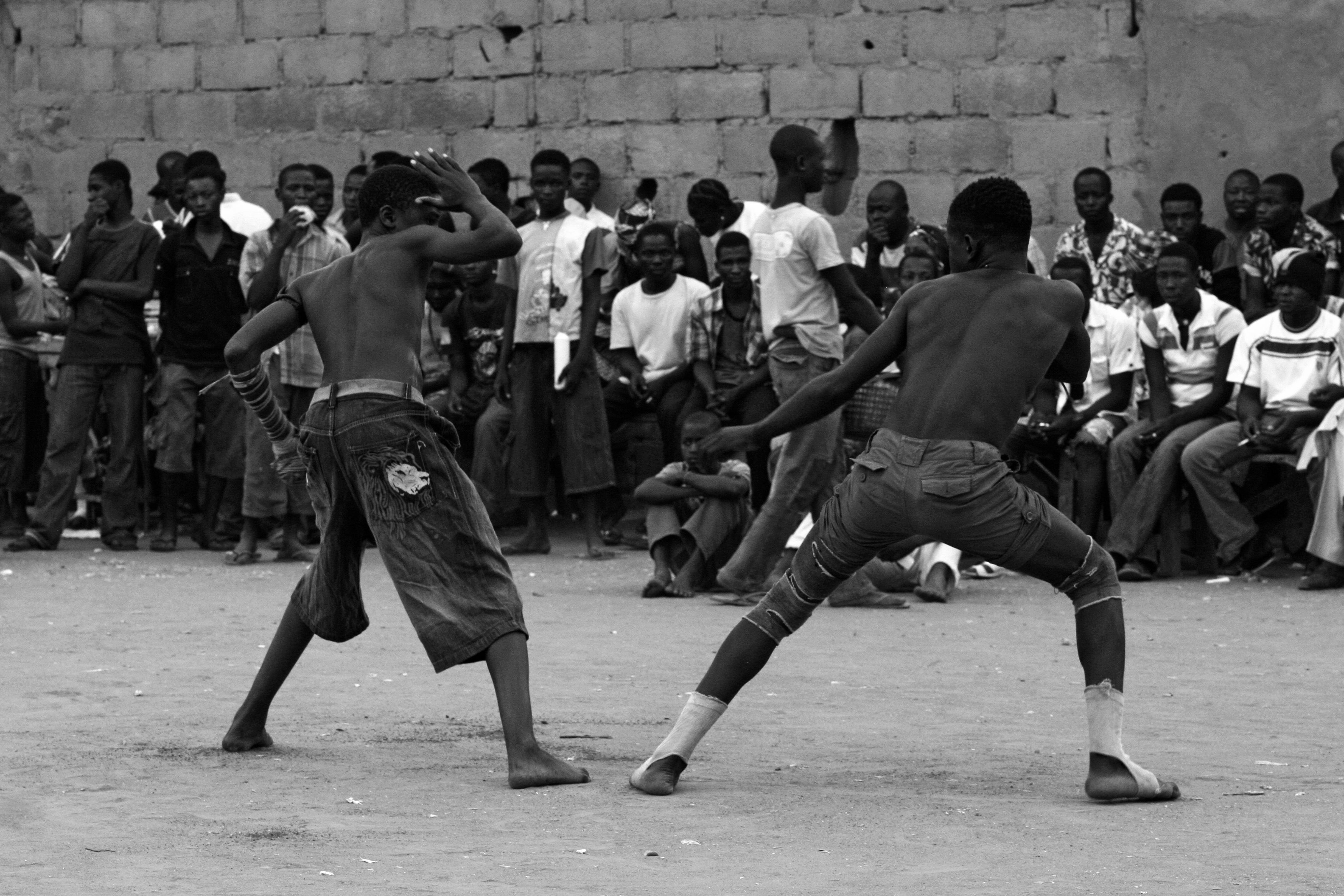
試合の様子

## 概要
ダンベの伝統はハウサ人の肉屋の種族によって守られてきた。その種族はハウサ人の母国であるナイジェリアの北部、ニジェールの南部、チャドの南東部を隅々まで行き来しており、収穫期の村々に立ち寄っては試合を申し込み、村人もそれを祭りの一環として楽しんでいた。そのため現在でも儀式や太鼓と共に試合が行われるが、現在は賞金を懸けた興業的な試合も行われている。

## 特徴
歩幅を広くして腰を低く落とし、左手を高く上げ、右手を腰に構える左手と右手とは「盾」と「槍」に例えられ、左手で防御や牽制をしつつ、右拳で攻撃する。拳には布や縄を巻き、粘着性の樹脂にガラス片が入ったものに拳を浸す者もいる。左足には鎖を巻き、攻撃、防御の両方に使う。
ボクシングに近い形態をとるが、ピョンピョン飛び跳ねずに摺り足で移動する。かつてはコカワと呼ばれるレスリング技術を含んでいたが、現在は分離され純粋に打撃系の格闘技となっている。

## 試合
ダンベの試合は泥を焼いて固めた試合場で行われる。競技者は伝統的な腰巻とお守りを身に着けて戦う。体重によるクラス分けはないが、通常、対戦する両者はサイズが公正になるように選ばれる。
1試合は3ラウンドで成り立っている。「1ラウンド」に時間制限はなく、どちらかが動かなくなったとき、競技者のどちらかか審判が中止を宣言したとき、競技者のどちらかの手、膝、体が地面に触れたとき、のいずれかの場合に決着する。